# World of Warcraft: The War Within
A World of Warcraft: The War Within a World of Warcraft című "massively multiplayer online role-playing game" (MMORPG) játéknak a tizedik kiegészítője. A kiegészítőt 2023 Novemberében jelentették be, majd 2024 augusztus 24.-én jelent meg. A történet a Worldsoul Saga kiegészítők közti trilógiájának első részeként funkcionál, mely Chris Metzen, a Warcraft franchise újonnan visszatérő rendezőjének égisze alatt valósul meg.

## Játékmenet
A The War Within történetének központja Khaz Algar kontinense, amelyet négy eltérő területre lehet felosztani: Isle of Dorn, the Ringing Deeps, Hallowfall és Azj-Kahet birodalmára. Ezek közül a már említett Isle of Dorn-on található a kiegészítő fővárosa, Dornogal. A narratíva a Void Hírnöke, Xal'atath fenyegető veszélyén alapszik, akinek tervei messze túlmutatnak Khaz Algar elfoglalásán: célja Azeroth-ra összpontosul. A kampány elvégzése után a játékosok egy új játszható fajt képesek feloldani: a Horda és Szövetség számára is elérhető Earthent. A dungeon és raid féle felosztás továbbra is megmarad a legnehezebb tartalmak kapcsán, így a játék kiegészül nyolc új dungeon-nel és egy raid-del is.
A maximális szint a kiegészítő kezdetétől megemelkedett 80-ra, így lehetőséget biztosítva a játékosok erejének és képességeinek további fejlesztésére. A 71. szinttől kezdődően a játékosok fel tudnak oldani új Hero Talent-eket, amelyek kibővítenek minden egyes classt és specializációt, megnövelve a testreszabhatóságukat és a harcban felhasználható stratégiák repertoárját is. Az eleinte Dragonflight kiegészítőben bemutatott Skyriding mechanika a játékosok számára továbbra is elérhető az új zónák gyors felfedezéséhez, továbbá a már eddig kiadott hátas jószágok is kompatibilisek lettek a közkedvelt rendszerhez. Az új Delves mechanika kihívásokkal teli kalandokat ígér a játékosok számára, nem mellesleg egy kedvükre testreszabható NPC segítőt is. A Delve-ek a legnehezebb kihívások által elérhető tárgyakkal megegyező szintűeket szolgáltatnak a főellenséget sikeresen leküzdő, akár egytől öt játékos számára. A Warbands névre hallgató újítás egy hatalmas kiegészítése az egész fiókra érvényes fejlődés koncepciójának, megengedve a játékosok számára a reputációk és mérföldkövek, karakterek közötti teljes szinkronizálását.

## Történet

### The War Within kampány bevezetése

#### Azerothi víziók
Amikor Azeroth számos pontján élő hősök, nevezetesen Thrall, Jaina Proudmoore és a Szövetség volt uralkodója Anduin Wrynn megkapják a Tündöklő Melódiának is nevezett látomásokat felkeresik a gyémánttestű Magni Bronzebeard-et, aki korábban még képes volt  Azeroth világlelkével közvetlenül kommunikálni, pár éve viszont már csak némaság fogadta próbálkozásait. Ami után Magni megsérül ami közben kapcsolatot akar létesíteni újfent Azeroth-tal, hőseink Magni lányával, Moira Thaurissan-nal, és fiával, II. Dagran Thaurissan-nal megteszik székhelyükként Dalaran lebegő városát, ahol  Khadgar főmágus és Alleria Windrunner segítségét kérik. Magni kómájából feléledve elmagyarázza, hogy Azeroth sötét erőkre figyelmeztette, melyek fenyegetik a földmélyén elterülő Khaz Algar kontinensét. Erre válaszul Dalaran városát teleportációval áthelyezik a kontinenshez, hogy megvizsgálják jobban a lehetőségeiket. Alleria, aki már vadászott a titokzatos Void entitásra, Xal'atath-ra, rájön, hogy ellenségének már sikerült beférkőznie soraik közé, ez viszont már késő. Dalaran teljes ostrom alá kerül a lesben álló Nerubian-ok, egy kihaltnak hitt ősi emberszabású pókfaj által, akik elrabolnak számos városlakót. Amiközben Alleria és Anduin vállvetve harcolnak Dalaran lakosainak evakuálásáért Khadgar konfrontálja Xal'atath-ot. Szemtanúja ahogyan a Void hírnöke beolvasztja a város mágikus erejét a Sötétség Szívének nevezett ereklyébe, majd elpusztítja azt, úgy tűnik a mágus vesztét is okozva.

#### Út a mélybe
Dalaran pusztulásának túlélői Dorn Szigetén találják magukat, ahol további nerubian támadásokat kell túlélniük, ameddig segítséget nyújtanak romok alá szorult társaiknak. Hamarosan Stormward Baelgrimmel találkoznak, a Viharlovas earthen csoport vezérével, aki elárulja, hogy a népe már évezredek óta elszigetelten élt, és kizárólagosan a Titánok ediktumainak engedelmeskedtek. Végül sikerül meggyőzni, hogy együttműködjön a súlyos vereséget szenvedett kívülállókkal, akikkel sikeresen megvédik az earthen fővárost, Dornogal-t, egy újabb nerubian támadástól, noha a Coreway, egy grandiózus alagúthálózat megsérül, ami összeköttetésben tartotta a felszínt Khaz Algar kontinensének további mélységben elterülő területeivel. Mialatt Thrall és Jaina elhagyja a szigetet erősítést keresve a Horda és Szövetség sorai közt, addig a túlélők az Eskühű earthen vezetőjével Councilward Merrixxel találkoznak, aki elfogadja segítségüket. Baelgrim az elidegenedett Stoneward Adelgonn felkeresésére indul, a Feloldozott earthen frakció vezetőjét pedig annak ellenére sikerül neki meggyőzni, hogy segítsen a Coreway restaurálásában, hogy a múltban megtagadta a Titánok rendeleteit. Ezek után a Viharlovasokat próbálja meg harcba vonni, mely kísérlet meghiúsul, amikor rájön, hogy távollétében a legtöbbjük vagy elesett, vagy pedig fertőzött lett void mágia által. Az earthen seregek hiányában Adelgonn csapdát állít, hogy visszaverje a nerubian előrenyomulást; Baelgrim feláldozza magát, hogy legyőzze a nerubianok tábornokát, megmentve Dornogalt a további támadásoktól. Merrix és Adelgonn meghatódva a nemes tettől újraalakítja Dornogal Tanácsát és a Coreway megjavításának munkálatai is hamarosan befejeződnek. Xal'atath látomásaival gyötri Alleria-t, aki a mélybe követi célpontját, bosszúra szomjazva Dalaran pusztulásáért.

## Fejlődése
A World of Warcraft: The War Within először 2023 november 3.-án lett bemutatva a BlizzCon rendezvényen. A Worldsoul Saga trilógia első részeként került bemutatásra Chris Metzen rendezésében, aki emellett beharangozta a Blizzard Entertainment sikerjátékán két új kiegészítőjét is, amelyek a Midnight és a The Last Titan névre hallgatnak. Terveik szerint innentől sokkal gyorsabban fogják majd a kiegészítőket és patch-eket biztosítani majd a játékhoz.

## Fogadtatása
The War Within egy "általánosan ajánlott" megítélést kapott 86-os Metacritic pontot elérve. Leana Hafer az IGN munkatársa az nyilatkozta, hogy a játék "eddigi legjobb formáját" képviseli a kiegészítő; dícsérte és kiemelte a történetmesélést, a játékon belüli környezetet, a zenét és az új mechanikákat is. Robin Baird MMORPG.com-tól megjegyezte, hogy a játék nagy elvárásokat állított fel saját magával szemben a jövőre nézve. Alex Avard a GamesRadar+ -tól kifejezte, hogy igaz, hogy a kiegészítő nem lett eget rengető, de remekül megalapozza a Worldsouls Saga további szegmenseit.

## Fordítás
Ez a szócikk részben vagy egészben  a   World_of_Warcraft:_The_War_Within című angol Wikipédia-szócikk fordításán alapul.  Az eredeti cikk szerkesztőit annak laptörténete sorolja fel. Ez a jelzés csupán a megfogalmazás eredetét és a szerzői jogokat jelzi, nem szolgál a cikkben szereplő információk forrásmegjelöléseként.

## Külső linkek
Hivatalos weboldal